# Staden Hvars stora korsvägsandakt
Staden Hvars stora korsvägsandakt (kroatiska: Veliki križni put grada Hvara) är en sedan år 2007 årligen återkommande religiös romersk-katolsk korsvägsandakt och procession i staden Hvar i Kroatien. Den organiseras lördagen innan den femte söndagen i påskfastan (mars–april) varje år.

## Beskrivning
Staden Hvars stora korsvägsandakt tillkom på initiativ av Hvar-Brač-Vis stifts dåvarande biskop Slobodan Štambuks initiativ år 2007. Manifestationen har sedan tillkomsten vuxit till en av de viktigaste religiösa evenemangen i Hvar.
Den årliga processionen utgår från Sankt Stefans katedral, går genom stadens historiska stadskärna och sluter upp vid kapellet Gospe Kruvenice på höjden väster och stadens citadell. I processionen som efterbildar Jesu lidandes väg bärs ett stort kors. Vid bestämda "stationer" stannar processionen upp. I Staden Hvars stora korsvägsandakt deltar både religiösa personligheter och människor från allmänheten.   